# McLain (Mississippi)
McLain is een plaats (town) in de Amerikaanse staat Mississippi, en valt bestuurlijk gezien onder Greene County.

## Demografie
Bij de volkstelling in 2000 werd het aantal inwoners vastgesteld op 603.
In 2006 is het aantal inwoners door het United States Census Bureau geschat op 579, een daling van 24 (-4.0%).

## Geografie
Volgens het United States Census Bureau beslaat de plaats een oppervlakte van
8,9 km², waarvan 8,8 km² land en 0,1 km² water. McLain ligt op ongeveer 29 m boven zeeniveau.

## Plaatsen in de nabije omgeving
De onderstaande figuur toont nabijgelegen plaatsen in een straal van 32 km rond McLain.